# Ciro Scarponi
Ciro Scarponi (* 1950 in Torgiano; † 4. Oktober 2006 in Perugia) war ein italienischer Klarinettist und Komponist.

## Leben und Wirken
Scarponi besuchte das Konservatorium Morlacchi in Perugia, wo er später auch unterrichtete. Er trat mit dem Orchestra Nazionale della Rai, dem Orchestra Sinfonica Siciliana und dem Orchestra Haydn di Bolzano an der Scala di Milano und der Accademia di Santa Cecilia auf und nahm als Solist an internationalen Festivals teil. Er arbeitete unter Dirigenten wie Claudio Abbado, Gabriele Ferro, Lawrence Foster, Fabio Maestri, Farhad Mechkat, Marcello Panni und David Shallon und arbeitete viele Jahre mit Giuseppe Sinopoli und der Filarmonica Romana.
Scarponi wurden mehr als zweihundert Werke gewidmet, darunter von Komponisten wie Sylvano Bussotti, Franco Donatoni, Armando Gentilucci, Ennio Morricone, Luigi Nono, Wolfgang Rihm und Salvatore Sciarrino. Er war Partner von Luigi Nono im Freiburger Experimentalstudio der Heinrich-Strobel-Stiftung und spielte neben Rundfunkaufnahmen Platten bei Labels wie Ayna, Edipan, Ricordi, Fonit Cetra, S.M.C., RZ Berlin, Dongiovanni, Nuova Era und Col legno ein. 
In seinen letzten Lebensjahren konzentrierte sich Scarponi auf die Komposition. 2003 erhielt er den ersten Preis beim Internationalen Wettbewerb für sinfonische Musik in Sanremo für Elegis for Denny für Klarinette und Orchester.
| Personendaten    | Personendaten                            |
| ---------------- | ---------------------------------------- |
| NAME             | Scarponi, Ciro                           |
| KURZBESCHREIBUNG | italienischer Klarinettist und Komponist |
| GEBURTSDATUM     | 1950                                     |
| GEBURTSORT       | Torgiano                                 |
| STERBEDATUM      | 4. Oktober 2006                          |
| STERBEORT        | Perugia                                  |